# Arijana Podgajski
Arijana Podgajski (Krapina, 24. lipnja 2002.) hrvatska je manekenka, pobjednica izbora Miss Universe Hrvatska 2022.

## Životopis
Arijana je rođena i odrasla u Krapina. Pohađala je Srednja škola Krapina u Krapina, a u srpnju 2021. upisala Ekonomski fakultet Zagreb u Zagreb.
Podgajski se 23. svibnja 2022. natjecala s 12 drugih kandidatkinja na izboru za Miss Universe Hrvatske 2022. u Emerald Ballroom Hotelu Esplanade Zagreb u Zagreb i osvojila titulu odlazeće nositeljice titule Ora Antonia Ivanišević.
Kao Miss Universe Hrvatska 2022, Podgajski će predstavljati Hrvatska na Miss Universe 2022.

## Vanjske poveznice
- Arijana Podgajski na Instagram